# Emām Zamīn
Emām Zamīn (persiska: امام زمين) är en bondby i Iran.   Den ligger i provinsen Mazandaran, i den norra delen av landet, 130 km norr om huvudstaden Teheran. Emām Zamīn ligger 171 meter över havet och antalet invånare är 141.
Terrängen runt Emām Zamīn är varierad.Runt Emām Zamīn är det ganska tätbefolkat, med 116 invånare per kvadratkilometer. Närmaste större samhälle är Tonekābon, 8,3 km norr om Emām Zamīn. I omgivningarna runt Emām Zamīn växer i huvudsak blandskog.